# 뻥튀기
뻥튀기는 한국 과자의 일종으로, 옥수수나 밀쌀, 감자 등을 온도와 압력으로 부풀려서 만든다.
압력이 걸려 있는 용기에 쌀을 넣고 밀폐시켜 가열하면 용기 속의 압력이 올라가는데, 이때 뚜껑을 갑자기 열면 압력이 급히 떨어져서 쌀알이 수 배로 부풀게 된다. 
이것을 튀긴쌀 또는 팽화미(膨化米)라 한다. 이 때 용기의 뚜껑을 열면 뻥하는 큰 소리가 나므로 뻥튀기라고도 한다. 
센베 만드는 기계가 일본으로부터 전해지면서 생겼다는 설이 있다.
1960년대부터 1970년대 사이에 걸쳐 장터에 소형 뻥튀기 기계를 들고 나와 뻥튀기를 만들어주는 상인이 많았는데, 그 시대 장터를 묘사한 영화 등에서도 종종 등장할 정도로 대표적이다.
비유적으로는 어떤 사실이나 물건 따위를 과장하여 크게 부풀리는 일을 의미하는 말로도 사용된다.

## 같이 보기
- 강정
- 팝콘